# Подлонк
Подлонк (словен. Podlonk) — поселення в общині Железнікі, Горенський регіон, Словенія. Висота над рівнем моря: 772,4 м.